# Filip Fjodorovič Aljabušev
Filip Fjodorovič Aljabušev (rusko Филипп Фёдорович Алябушев), sovjetski general, * 1893, † 1941.

## Življenjepis
Poveljeval je naslednjim enotam: 24. strelska divizija (1936-39), 123. strelska divizija (12. 1939-25. 02. 1940) in 87. strelska divizija (1941).